# Resident Evil: Mercenaries Vs.
Resident Evil Mercenaries Vs. es un videojuego desarrollado por Capcom, que forma parte de la conocida saga Resident Evil, y es el primero para iPhone (y sus derivados), iPod Touch de 16GB y 32GB, y iPad, pero no es compatible para el iPhone 3G, iPod Touch 1, 2, 3 u 8GB. Fue lanzado el 13 de abril del 2011, en Japón.[cita requerida]
Es un videojuego multijugador, por lo cual carece de trama o argumento; soporta un juego de 2 vs 2 equipos en línea, lo cual es gratuito a través de Wi-Fi/Internet (hay que tener en cuenta que el Wi-Fi no corresponde con UPnP, por lo cual la partida podría iniciarse anormalmente), el 1 vs 1 equipo es gratuito para todos a través de Bluetooth, también jugar de uno y el modo "Coin Shooter".

## Contenido del juego
Personajes y equipación
- Chris Redfield: Equipado con pistola, escopeta, granada de mano.
- Jill Valentine: Equipada con pistola, ametralladora, granada Flash.
- Albert Wesker: Equipado con armas de fuego, Magnum, escopeta (Hydra), mina terrestre.
- Hunk: Equipado con ametralladora, lanzacohetes, granada de mano.

Escenarios
- Dock (Muelle)
- Fort (Fuerte)
- Castle (Castillo)

- Datos: Q7315435